# Hercule et Sherlock
Pour les articles homonymes, voir Hercule (homonymie) et Sherlock.
Ne doit pas être confondu avec Hercule (film, 1997) ou Sherlock Holmes (film, 2009).
Pour plus de détails, voir Fiche technique et Distribution.
Hercule et Sherlock est une comédie française réalisée par Jeannot Szwarc en 1996, et sortie le 4 décembre 1996.
Antoine Morand, caïd de la fausse monnaie, est prêt à prendre possession d'une caisse remplie de faux billets sur les quais de Marseille. Mais un concours de circonstances le conduit en prison et la caisse est mise à l'entrepôt. De sa cellule, il a l'idée de demander à Bruno et Vincent, deux de ses hommes de main un peu minables, de kidnapper deux chiens spécialisés dans la fausse monnaie, Hercule et Sherlock, qui les amèneront à la caisse de faux billets. Très vite, Bruno et Vincent s'attachent à leurs compagnons à quatre pattes.

## Synopsis
Vincent Lemercier, élégant portant des costumes Giorgio Armani et ancien juriste qui a fait deux ans de prison, et Bruno Golito, qui a peur de tout, sont deux hommes de main un peu minables travaillant pour le chef de la pègre marseillaise Antoine Morand, spécialisée dans la fausse monnaie. Le film commence par Vincent qui tente de sauver son compère Bruno accroché à une branche de lierre suspendu dans le vide lors de leur fuite par les toits avec Antoine et deux chiens. Comment se sont-ils retrouvés dans cette situation ?
Quelques jours plus tôt, Antoine et ses hommes (dont Bruno et Vincent, ainsi que le tueur Daniel à la gâchette trop facile) se rendent sur le port la nuit pour réceptionner une caisse remplie de faux billets sur les quais de Marseille, dont l'"expertise" de Vincent permet de valider son "authenticité". Mais une fois la livraison effectué au petit matin, se déroule un malheureux concours de circonstances : une grue laisse tomber une cargaison de caisses sur la caisse de Morand, tuant un de ses hommes, Jackie, au passage, puis la police investit le quai, obligeant la bande de se cacher (Bruno tombe malencontreusement dans l'eau). C'est la brigade des stups qui interceptent un bateau de trafic de drogue amarré au même quai, et l'inspecteur Vidal, chef de l'opération, commet une méprise en arrêtant Antoine présent sur les lieux pour trafic de drogue. Mais le chef de la pègre, arrêté par erreur, ne pourra pas compter sur son "ami" le député Grandjean qui a été également arrêté plus tôt et tous deux se retrouvent voisins dans la prison des Baumettes, sous la bienveillance du gardien Lucien (corrompu par Morand). De leur côté, Bruno (inquiet des effets de son bain forcé sur sa santé), Vincent et Daniel suivent la cargaison de caisses saisie par la police - l'une d'elle est celle livrée à Antoine - jusqu'à un entrepôt. Mais ils constatent qu'elle comporte des dizaines de milliers de caisses toutes similaires. N'ayant aucun moyen d'identifier la caisse, Nicole Morand, la femme d'Antoine, fait surveiller l'entrepôt. Mais la police arrive chez elle pour la perquisition et ses hommes de mains (Bruno, Vincent et Daniel) présents chez elle doivent s'enfuir par le "tunnel" (au grand déplaisir de Bruno).
Le midi, alors qu'il regarde le JT du 13h sur TF1 depuis sa cellule, il découvre un reportage qui l'inspire : un douanier de Marseille, Hervé Roussel, a dressé ses chiens Hercule et Sherlock pour détecter de la fausse monnaie. Nicole charge donc Vincent et Bruno de kidnapper les chiens... pour leur plus grand déplaisir. en effet, les deux hommes ne se supportant pas (Vincent est fatigué des multiples phobies de Bruno et ce dernier ne supportant pas que le premier fume ses cigares) d'autant plus qu'ils craignent de se retrouver emprisonner pour cela. Pour ne rien arranger, Bruno a peur des chiens, ce qui va énerver Vincent. Arrivés dans les environs de la propriété du douanier, Vincent et Bruno profite de l'absence de celui-ci et de son fils le soir pour passer à l'action, et Bruno s'équipe d'une tenue de hockey sur glace pour se protéger. Les chiens répliquent mais sont neutralisés. La mission accomplie, Vincent et Bruno retournent en ville, mais apprennent deux mauvaises nouvelles : Nicole est occupée par la perquisition des bureaux de la société de son mari et le maire de Marseille, également "ami" des Morand, a pris la fuite avec l'argent de la ville. Avec la disparition du maire, il reste encore comme "amis" les députés Chatelin et Robin sur qui ils peuvent compter. Mais Bruno n'y croit plus en ces gens là (l'avenir lui donnera raison).
Vincent et Bruno sont contraints de garder les chiens chez eux. À la suite d'un tirage au sort (effectué avec un cigare Montecristo) et une leçon de Vincent à Bruno pour surmonter sa peur des chiens, Bruno part avec Sherlock et Vincent garde Hercule. En rentrant chez lui, il fait la connaissance avec sa nouvelle voisine, Marie Dubac, et de sa chienne Julie, qui sympathise avec Sherlock, mais attire également l'hostilité de ses voisins de palier les Bouchard (une mère et son fils). Pendant ce temps, Vincent arrive chez lui retrouver sa compagne, mais la surprise tourne très mal (il ignore qu'elle a adopté un chat pour lui faire sa surprise) et il est contraint de quitter son appartement et à aller chez Bruno avec Hercule. Il découvre progressivement l'univers "sain" de son compère (avec dégoût). Devant promener les chiens, Vincent fait également connaissance avec Marie et tous deux sympathisent mais tous deux mentent sur leur profession : Vincent se fait passer pour un chômeur et Marie pour une institutrice (en réalité, elle est l'inspecteur Dubac travaillant à la brigade des stups avec Vidal). Mais une fois qu'elle part, Hercule et Sherlock assomme malencontreusement Vincent contre un poteau. Bruno s'occupe de sa convalescence, et, quand les chiens ont faim, les nourrit avec de la pizza (considéré comme l'aliment le plus sain. Mais il découvre que la nouvelle de la disparition des chiens est relayé dans l'actualité. Ils décident le lendemain matin d'informer anonymement le douanier de la bonne santé des chiens. Mais ils apprennent du décès de l'"ami" dans le port et Nicole se tourne vers Robin pour le charger de libérer son mari tout le faisant chanter. Pendant ce temps, la cellule de Morand, aménagée avec les "cadeaux" de ses "amis", se vide progressivement. 
Pendant ce temps, Marie tente d'arrêter un dealer, mais celui-ci se tue dans sa fuite. En examinant ses papier, elle découvre que le trafiquant de drogue vit dans son immeuble, et décide de le mettre illégalement sur écoute. Alors qu'elle espionne ses voisins, elle détecte des sachets blancs dans l'appartement de Bruno (ce sont les sauces piquantes des pizzas) et décide de rendre visite pour passer la soirée, en fêtant sa "promotion en CM2". Tandis que Bruno s'endort devant la télé avec les chiens (Julie, Sherlock et Hercule), Vincent et Marie se rapprochent. Mais leur idylle est interrompue par le cauchemar de Bruno. Marie prend congé et Vincent en veut à Bruno d'avoir interrompu ce moment.
Le lendemain, alors qu'ils déjeunent à l'extérieur, Bruno et Vincent voient les chiens poursuivre une voiture de police et les deux compères utilisent un taxi pour les suivre à travers le centre-ville. Ils arrivent dans un commissariat de quartier, et y entrent en se faisant passer pour des aveugles pour y récupérer les chiens (avec succès). Mais ils y ont été reconnus par leur complice Charlier en plein interrogatoire. De retour à l'appartement, Bruno et Vincent décident de teindre les chiens pour éviter d'être facilement identifiés et demandent à Nicole de fuir en Argentine le lendemain. Mais plus tard, les chiens sont retrouvés inanimés et les compères demandent de l'aide à Marie pour trouver un vétérinaire. L'attente est longue pendant que le vétérinaire sauve les chiens, mais cela permet Bruno à faire connaissance avec Pauline, une adepte des jus de carotte (comme Bruno). Les chiens devant rester en observation, Bruno reste avec Pauline, tandis que Vincent et Marie passent la nuit ensemble... malgré la désapprobation de Julie, encore attachée à l'ex de Marie. Au matin, les chiens sont tirés d'affaires : ils avaient été empoisonnés au somnifère par le voisin Bouchard. Vincent part récupérer son compère et les chiens. Pendant ce temps, Nicole Morand et Daniel sont à leur tour arrêtés, trahis par leur "ami" Robin qui veut "nettoyer" la ville et se venger des menaces. Fou de rage, Antoine Morand s'évade.
De retour chez eux venus chercher leurs affaires, Bruno et Vincent retrouvent Marie qui s'apprêtait à s'introduire chez eux (l'écoute ayant capté une conversation entre les deux hommes et "Nicole"). Mais peu après, les chiens montrent à Bruno la scène de l'empoisonnement. Fou de rage, Bruno se rend chez son voisin Bouchard pour lui adresser un bourre-pif. Marie découvre que celui-ci est le trafiquant qu'elle cherchait et procède à son arrestation, à la grande surprise des deux compères, qui lui viennent en aide en assommant lui et sa mère qui rentre à ce moment-là. Marie est surprise de voir apparaitre Antoine Morand venu chercher ses complices, mais elle est assommée à son tour par Vincent. Les trois truands prennent la fuite par les toits avec les chiens. Mais ils rencontrent un passage délicat, au cours duquel Bruno tombe et s'accroche au lierre, suspendu dans le vide. Vincent lui vient en aide et, avec l'aide des chiens, réussit à la sauver. Ils reprennent leur fuite, poursuivis par Marie jusqu'à l'entrepôt.
A l'entrepôt, grâce à Hercule et Sherlock, les truands jubilent d'avoir pu enfin retrouver la caisse. Mais cette joie est de courte durée, car Antoine Morand compte de descendre les compères et les chiens. Ces derniers s'en prennent au caïd, tandis que Bruno et Vincent démissionnent. Marie intervient, mais se dispute avec Vincent avant de se rendre à l'évidence qu'ils sont tombés amoureux. Elle les laisse partir, mais arrête définitivement Antoine Morand. Alors que les compères réquisitionnent un bateau, Sherlock est allé récupérer dans l’entrepôt un sac de fausse monnaie pour le plus grand bonheur de Bruno et Vincent. Mais ce bonheur est de courte durée, car, comme promis, il faut rendre les chiens au douaniers, et tous les quatre qui se sont attachés en ont déjà le coeur brisé. Ainsi, les chiens sont rendus aux propriétaires. Quelque temps plus tard, Vincent et Bruno, respectivement en couple avec Marie et Pauline, ont ouvert un centre de loisir pour chiens (où l'on sert de la pizza préparée par Bruno). Ce jour-là, tout le monde se réunit pour fêter l'anniversaire de Sherlock.

## Fiche technique
- Réalisation : Jeannot Szwarc
- Musique : Gabriel Yared
- Année : 1996
- Durée : 92 minutes
- Genre : comédie
- Date de sortie : 4 décembre 1996

## Distribution
- Christophe Lambert : Vincent Lemercier
- Richard Anconina : Bruno Golito
- Philippine Leroy-Beaulieu : Marie Dubac
- Roland Blanche : Antoine Morand
- Béatrice Agenin : Nicole Morand
- Laurent Gendron : Daniel
- Benjamin Rataud : Michel
- Michel Crémadès : Lucien, le gardien de prison
- Jean-Claude Dumas : Vidal
- Stéphane Bari : François Lemaire
- Stéphane Bault : Un voyou
- Didier Brice : Gilles
- Michel Carliez : Dealer
- Vince Castello : Homme engagé
- Jacques Chauvin : Journaliste 2
- Antoine Coesens : Inspecteur de police
- Norbert Daverio : Policier en uniforme
- Marc De Negri : Avocat du divorce
- Guido Fiori : Tino
- Jacques Germain : Robin
- Hervé Goubier : Journaliste 1
- Rachid Hafassa : Eric
- Michel Hulot : Bibop
- Jean-Paul Journot : Propriétaire du chien
- Naël Kervoas : Sylvie
- Gérard Lacombe : Charlier
- Yves Michel : Hervé
- Jean Nehr : Juge
- Georges Neri : Chauffeur de taxi
- Dominique Noé : Commissaire de police
- Michel Panier : Homme accusé
- Georges Perpes : Avocat de l'homme accusé
- Benjamin Piat : Thomas
- Christophe Pierrot : Vétérinaire
- Corinne Puget : Chantal Duvert
- Yves Pujol : Reporter télé
- Henri Talau : Ange
- Élise Tielrooy : Pauline
- François Toumarkine : Mr. Bouchard, le voisin
- Louba Guertchikoff : la maman de Mr. Bouchard
- Régis Verdier : Journaliste en direct à la télé
- Patrick Poivre d'Arvor : lui-même (présentateur du JT 13h de TF1)

## Lieux de tournage
Une partie du film a été tournée dans la résidence L'esplanade de l'Arche a Aix en Provence 

## Box-office
- France : 960 957 entrées[1]